# 第10独立山岳強襲旅団 (ウクライナ陸軍)
第10独立山岳強襲旅団（だい10どくりつさんがくきょうしゅうりょだん、ウクライナ語: 10-та окрема гірсько-штурмова бригада）は、ウクライナ陸軍の旅団。西部作戦管区隷下。

## 概要

### ドンバス戦争
2015年9月21日、ドンバス戦争の影響に伴い、第10独立山岳歩兵連隊としてイヴァーノ＝フランキーウシク州で創設された。
2015年10月、部隊増強に伴い、第10独立山岳強襲旅団に改編された。
2016年1月、第24独立機械化旅団隷下の第8独立自動車化歩兵大隊（第8独立山岳強襲大隊に改称）が配属された。
2016年3月、東部作戦管区隷下の第24独立強襲大隊アイダール、第46独立特務大隊ドンバス・ウクライナが配属された。
2016年5月からドンバス戦争で東部ドネツィク州に配備され、初陣は旅団司令部と3個歩兵大隊の編制で10月までマリンカ方面を防御した。
2016年8月24日、ペトロ・ポロシェンコ大統領より、軍旗を授与された。
2016年11月、第24独立強襲大隊、第46独立特務大隊が東部作戦管区隷下に転属した。
2016年12月、第108独立山岳強襲大隊、第109独立山岳強襲大隊、戦車大隊、旅団砲兵群、防空大隊が新編された。
2017年7月、2回目のローテーションで東部ルハーンシク州に再配置され、2018年5月までポパスナ方面を11か月間防御した。
2018年8月24日、ペトロ・ポロシェンコ大統領より、第8大隊、第108大隊、第109大隊が軍旗を授与され、 同旅団がウクライナ軍で隷下の全独立部隊が軍旗を授与された初めての部隊となった。

### ロシアのウクライナ侵攻

#### 北部・キーウ戦線
2022年2月24日、ロシアのウクライナ侵攻でベラルーシと国境を接する西部ヴォルィーニ州に配備され、ベラルーシ国境を15日間防御した。3月に第108独立山岳強襲大隊、第109独立山岳強襲大隊が北部キーウ州に再配置されて攻勢を開始し、4月にロシア軍はキーウ州から撤退した。

#### 東部・マリウポリ戦線
2022年2月下旬、東部ドネツィク州マリウポリに配備され、4月上旬までマリウポリ港の一部を防衛していたが、市街地が制圧され、ウクライナ軍がアゾフスタリ製鉄所に籠城する前に撤退した。

#### 北部・チェルニーヒウ戦線
2022年3月、第8独立山岳強襲大隊が北部チェルニーヒウ州チェルニーヒウに再配置され、4月にロシア軍はチェルニーヒウから撤退した。

#### 東部・セベロドネツク戦線
2022年6月、第108独立山岳強襲大隊が激戦地の東部ルハーンシク州セヴェロドネツィク地区に配備されていたが、リシチャンシク方面で戦死320人、捕虜30人の損害を受けて全滅したとロシア国防省が発表した。

#### 東部・バフムート戦線
2022年7月、東部ドネツィク州バフムート地区に再配置され、第108大隊、第109大隊がバフムート北のシヴェルシク方面でロシア軍を撃退した。11月にバフムート北のソレダル方面を防御していたが、ヤコヴリウカ村が消滅し、2023年1月にソレダルは陥落した。
2023年2月、ウォロディミル・ゼレンスキー大統領より、名誉称号「エーデルワイス」を授与された。これに対しロシアのウラジーミル・プーチン大統領は「ウクライナ軍の旅団がエーデルワイスという称号を受けた。ヒトラーの師団のようだ」と述べ、ロシア外務省も「ウクライナにナチスがいる証拠だ」と主張した。
2023年5月5日、ウォロディミル・ゼレンスキー大統領より、勇気と勇敢さに対する栄誉賞を授与された。

#### 東部・スヴァトヴェ-クレミンナ戦線
2023年10月、第108大隊が東部ルハーンシク州スヴァトヴェ地区に再配置され、友軍の救援でマキイウカ方面に展開した。
2024年11月、第8大隊が北東部ハルキウ州クプヤンシク地区に再配置され、友軍の救援で攻勢を開始し、クプヤンシク北のノヴォムリンシクを解放した。

## 編制
- 旅団司令部（コロミヤ）
- 第8独立山岳強襲大隊（チェルニウツィー）
- 第108独立山岳強襲大隊（チェルニウツィー）
- 第109独立山岳強襲大隊（クリヒウツィー）
- 戦車大隊
- 自動車化歩兵大隊
- 第1小銃大隊
- 第2小銃大隊
- 旅団砲兵群
  - 本部中隊
  - 榴弾砲大隊
  - 自走砲大隊
  - ロケット砲大隊
  - 対戦車砲大隊
- 防空大隊

- 工兵大隊
- 整備大隊
- 兵站大隊
- 偵察中隊
- 狙撃中隊
- 電子戦中隊
- 通信中隊
- レーダー中隊
- NBC防護中隊
- 衛生中隊
- 無人機中隊 タイストラ

## 2016年編制
- 旅団司令部（コロミヤ）
- 第8独立山岳強襲大隊
- 第24独立強襲大隊 アイダール
- 第46独立特務大隊 ドンバス・ウクライナ